# محمد عبد الله تريسور
كنغامبو تريسور من مواليد 8/4/1987 في دولة الكونغو ديموقراطية لاعب كرة قدم, بدأ مسيرته الكروية مع نادي الشياطين الحمر الكونغولي الديموقراطي وانتقل موسم 2006-2007 لنادي المرخية القطري وفي موسم 2009-2010 انتقل لنادي لخويا وقضى معه موسمين وفي موسم 2011-2012 انتقل إعاره لنادي الوكرة وفي موسم 2012-2013 انتهت إعارته وعاد لنادي لخويا لاعب يمتاز بالسرعة والبنية الجسمانية .

## إنتقالاته
2007-2006 الشياطين الحمر ---> المرخية
2010-2009 المرخية ---> لخويا
2012-2011 لخويا ---> الوكرة
2013-2012 الوكرة ---> لخويا

## مشواره مع الاندية
```
بدأ مسيرته الكروية مع نادي الشياطين الحمر الكونغولي الديموقراطبي وفي موسم 2006-2007 انتقل لنادي المرخية القطري وبعدها بموسم 2009-2010 انتقل لنادي لخويا وقضى معه موسمين في أول موسم له كان أحد الركائز الاساسية بالنادي و نجح في قيادة فريقه للفوز بدوري الدرجة الثانية ونهائي كاس الدرجة الثانية وفي الموسم الثاني شارك مع الفريق في الدوري واحد وعشرين مباراة وسجل هدف وفي دوري الرديف شارك عشر مباريات وسجل هدفين وكان من أحد الخيارات للنادي وحقق معه بطولة دوري نجوم قطر وفي موسم 2011-2012 انتقل إعاره لنادي الوكرة وشارك في الدور اثنين وعشرين مباراة وسجل ثلاثة أهداف وحقق بطولة كاس نجوم قطر وفي موسم 2012-2013 انتهت إعارته مع نادي الوكرة وعاد لناديه السابق نادي لخويا وتتالة مشاركاته في الدوري وغيرها من البطولات  و بعدها لعب مع الأهلي و المرخية .
```

## مشواره مع المنتخب
```
لاعب كونغولي ديموقراطي لكنه مقيم في قطر من موسم 2008-2009 يشارك باعتباره حامل جواز مواطن قطري يتيح له المشاركة في كل المنافسات الرياضية على أنه لاعب محلي ويحق له اللعب مع منتخب قطر إذا قضى خمسة مواسم في البلد .
```

## أهدافه مع النادي الحالي لخويا في البطولات الكبرى
1. هدف في الوكرة في الاسبوع الخامس عشر من دوري نجوم قطر موسم 2010-2011
2. هدف في الوكرة في ربع نهائي كاس سمو الأمير موسم 2010-2011

## إنجازاته
1. بطل كاس الدرجة الثانية القطري مع نادي المرخية موسم 2007-2008
2. بطل دوري الدرجة الثانية القطري مع نادي لخويا موسم 2009-2010
3. بطل دوري نجوم قطر مع نادي لخويا موسم 2010-2011
4. بطل كاس نجوم قطر مع نادي الوكرة موسم 2011-2012
5. بطل كاس ولي العهد مع نادي لخويا موسم 2012-2013